# 贝尼亚特·图连特斯
贝尼亚特·图连特斯·伊马斯（西班牙語：Beñat Turrientes Imaz，2002年1月31日—），生于贝阿萨因，西班牙男子足球运动员，场上位置是中场，2024年夏季奥林匹克运动会男子金牌得主。